# Christian Michelides
Christian Michelides, né le 19 juillet 1957 à Graz, est un psychothérapeute autrichien.

## Biographie
À l'âge de 16 ans, il travaille comme critique d’opéra pour un journal de province, Südost Tagespost. Il passe son baccalauréat en 1978 après avoir été assistant de régie de pièces de Eugène Ionesco et Thomas Bernhard au théâtre national, le Burgtheater. Par la suite, il fait des études de régie, histoire de l'art, philosophie et théâtre à Milan, Vienne et New York. Simultanément, il publie des feuilletons dans les médias autrichiens et italiens.
Dans les années 1980, il fait partie de l’équipe de fondation du Zeitgeist journal WIENER, travaille dans l’agence de publicité GGK Wien et pour le marketing des montres Swatch à Bienne. Il organise une série d’expositions à Vienne et édite des catalogues. Pour leur première en Europe, il a présenté cinq jeunes photographes américains : Robert Mapplethorpe, Joel-Peter Witkin, Marcus Leatherdale, John Dugdale et Todd Watts.
Au début des années 1990, il travaille comme journaliste d'investigation pour le magazine FORVM' notamment et dévoile que Thomas Bernhard était membre d’une organisation politique conservateur nommée Bauernbund (ligue de paysans) et que le célèbre écrivain de l'époque Gertrud Fussenegger avait de l'admiration pour Adolf Hitler.
À partir de 1994, il commence son travail d'activisme pour les droits de l'homme et des minorités, période lors de laquelle Tribunal international des droits de l'Homme, dont il était le chef accusateur, luttait contre la l'État autrichien qui réprimait les populations lesbiennes, gays et transgenres. Michelides a également fondé Häfn human, qui s’occupe de prisonniers. Il s’engagea contre la discrimination des infectés du SIDA et  participant à des associations du rhizome comme Club Plus, Selbsthilfe Wien et ARGE Sozialarbeit von unten. De 1995 à 1997, il est président du Forum autrichien des gays et lesbiennes (ÖLSF) et organise alors la première marche de l'arc-en-ciel (Regenbogenparade) en 1996 sur le Ring à Vienne .
En 1998, il s'engage socialement pour les Sans-abris. Depuis 2000 il dirige le Lighthouse de Vienne (accueil de sans-abris, traumatisés et malades du SIDA). En 2002, il devient éducateur sexuel et conseiller social et, en 2010, psychanalyste de groupe. Il a dirigé un groupe d'hommes analytiques pendant de nombreuses années.

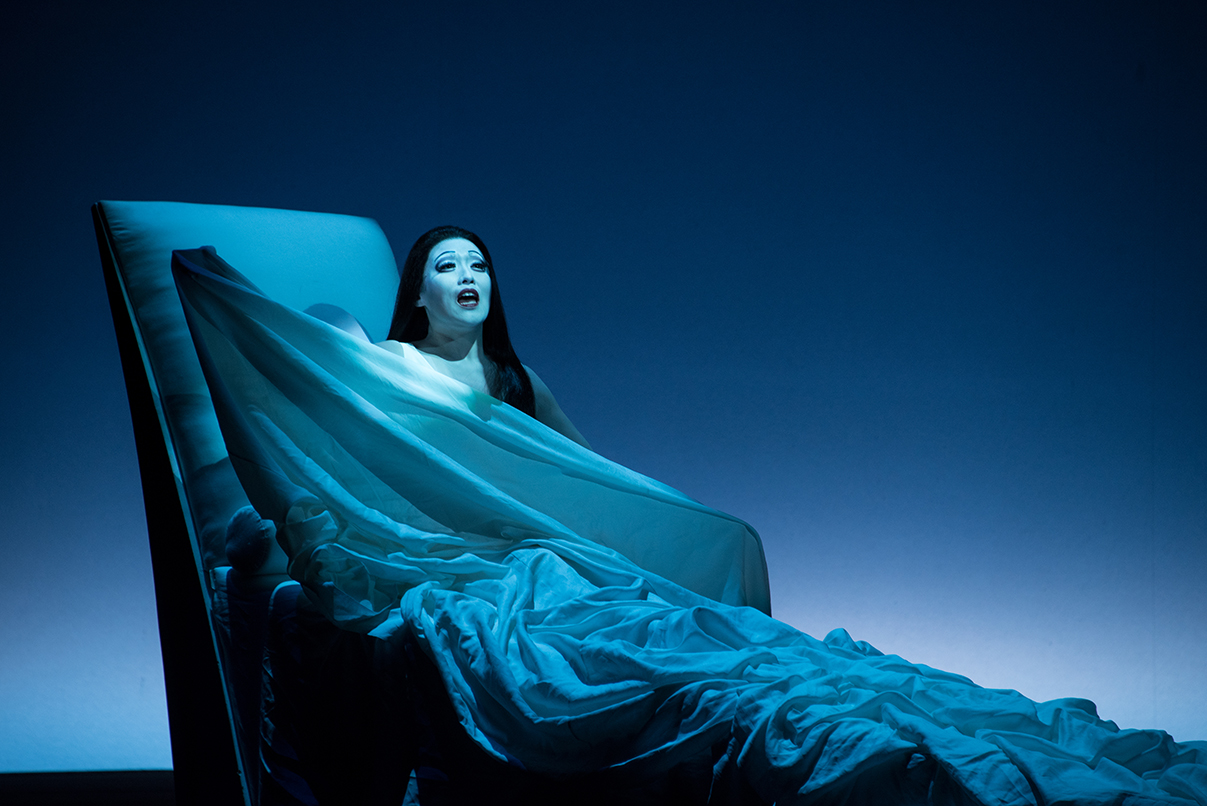
La Traviata réalisé par Robert Wilson, Linz 2015
photographie par Christian Michelides

Il travaille également comme photographe, notamment dans les domaines de l'opéra, des manifestations et des monuments. Il a photographié entre autres des productions d'opéra à Bordeaux, Lyon, Marseille, Nancy et Paris ainsi qu'aux Chorégies d'Orange, également à Londres, Madrid, Milan, Rome, Vienne, Athènes, Chicago, Sydney, Pékin et Tokyo.
Avec son collègue Francisco Peralta Torrejón, il a documenté les Stolpersteine de Gunter Demnig en Italie, en Espagne, en France et en Belgique.